# 三门核电站
三门核电站位于中华人民共和国浙江省台州市三门县猫头山。电站采用AP1000三代压水堆核电技术，规划建设6台125万千瓦的核电机组，总装机容量750万千瓦，总投资超过1000亿元。电站第一和第二单元破土动工在2008年2月26日隆重举行。
三门核电站将成为第一个实现由西屋电气公司开发的AP1000压水堆（PWR）。合同约定在2007年7月。第一对反应堆将耗资超过400亿元人民币（约合$58.8亿美元）。
三门核电站是中美两国最大的能源合作项目，也是浙江省有史以来投资最大的单项工程。

## 历史
2009年3月31日，三门核电站1号机组开始浇注核岛第一罐混凝土，正式开工建设。按计划，该机组应在2013年建成投产发电。2017年6月30日，三门1号机组热试工作全部结束，进入装料准备阶段。2017年8月，三门核电1号机组通过了国家核安全局组织的首次装料前核安全综合检查。2017年下半年，核安全局、能源局，国家核安全局、国家能源局等多部委共组织了三批专家前往三门核电站进行检查。
根据环境保护部关于2017年8月7日拟作出的建设项目环境影响评价文件审批意见的公示，三门一期工程1、2号核电机组的总投资达到了约525亿元。按照最初的预算，该项目一期工程的总投资为250亿元。
2018年4月25日，生态环境部副部长、国家核安全局局长刘华在北京向中核集团三门核电有限公司颁发了《三门核电厂１号机组首次装料批准书》。 4月29日13点37分，三门核电1号机组157组全新的燃料组件全部安全装载入反应堆堆芯，标志着三门核电1号机组首次装料工作顺利完成。6月21日反应堆首次达到临界。2018年6月30日04时48分，三门核电1号机组首次并网一次成功，各项技术指标均符合设计要求、机组状态控制良好，电功率65MW。
2022年6月28日三门核电站二期工程3号机组动工，2023年3月22日同属二期工程的4号机组动工。

## 反应堆数据
| 机组名称 | 类型 | 型号    | 净功率  | 毛功率  | 热功率  | 始建       | 初次临界   | 并网       | 商转       | 注记   |
| -------- | ---- | ------- | ------- | ------- | ------- | ---------- | ---------- | ---------- | ---------- | ------ |
| 一期     |      |         |         |         |         |            |            |            |            |        |
| 一號     | PWR  | AP1000  | 1157 MW | 1251 MW | 3400 MW | 2009-04-19 | 2018-06-21 | 2018-06-30 | 2018-09-21 | [ 7 ]  |
| 二號     | PWR  | AP1000  | 1157 MW | 1251 MW | 3400 MW | 2009-12-15 | 2018-08-17 | 2018-08-24 | 2018-11-05 | [ 8 ]  |
| 二期     |      |         |         |         |         |            |            |            |            |        |
| 三號     | PWR  | CAP1000 | 1163 MW | 1251 MW | 3400 MW | 2022-06-28 |            |            |            | [ 9 ]  |
| 四號     | PWR  | CAP1000 | 1163 MW | 1251 MW | 3400 MW | 2023-03-22 |            |            |            | [ 10 ] |
| 三期     |      |         |         |         |         |            |            |            |            |        |
| 五號     | PWR  | HPR1000 |         |         |         |            |            |            |            |        |
| 六號     | PWR  | HPR1000 |         |         |         |            |            |            |            |        |

## 故障
2号机组曾由于主泵缺陷停机，已于2019年11月28日重新并网。